# Цумикон
Цумикон (нем. Zumikon) — коммуна в Швейцарии, в кантоне Цюрих.
Входит в состав округа Майлен. Население составляет 4943 человека (на 31 декабря 2007 года). Официальный код — 0160.

## Известные жители
- Ханнс Ин дер Ганд (1882—1947) — певец, фольклорист. В его честь названа улица In der Gandstrasse.
- Элизабет Копп (1936—2023) — юрист и политик, президент коммуны Цумикон, первая женщина в Федеральном совете Швейцарии.